# Zack Smith
Zack Smith, född 5 april 1988, är en kanadensisk professionell ishockeyspelare som spelar för Ottawa Senators i NHL.
Han draftades i tredje rundan i 2008 års draft av Ottawa Senators som 79:e spelare totalt.